# المخزون الوطني الاستراتيجي
المخزون الوطني الاستراتيجي (SNS)  أطلق عليه بالأساس (مخزون الادوية الوطني) وهو مخزون الولايات المتحدة من المضادات الحيوية، اللقاحات، الترياق الكيميائي وأجهزة طبية مهمة أخرى.
قام مكتب المساعدة السكرتارية للاستجابة والاستعداد (ASPR) وزارة الصحة و الخدمات البشرية بالإدارة للمخزون الوطني الاستراتيجي منذ 1-10-2018 قبل ذلك، ثم إدارة المخزون من قبل (مراكز السيطرة على الأمراض و الوقاية منها) (CDC).
في سنة 2020 يحتوي المخزون على حوالي 7-8$ بليون إمدادات طبية مخزنة سرياً في مستودعات بمواقع إستراتيجية حول الدولة. بحلول العاشر من مارس، نتج عن جائحة فيروس كورونا في الولايات المتحدة 2020 طلب كبير على الأقنعة والأدوية والمعدات الطبية في المخزن.
قبل الثالث من إبريل، من 2020 كان الدور الأساسي للمخزون هو دعم سكان الولاية، المحليون والاقليمين، من خلال تزويدهم بالأدوية الأساسية المهمة والإمدادات الطبية لاستخدامها في طوارئ الصحة العامة.

## التاريخ
خلال العقد الأول من الحرب البارة، قامت الولايات المتحدة بعمل دفاع طبي مدني يتضمن 32 مرافق تخزين. بدأت هذه اللوازم بالتناقص في 1960 حتى أغلق برنامج  التخزين في 1974.
في شهر نيسان 1998، قرأ الرئيس بيل كلنتون كتاب ريتشارد برستون وهي رواية (حدث الكوبرا)، وهو كتاب خيالي يتلخص بعالم معتوه قام بنشر فيروس نواحي مدينة نيويورك. نتيجة لذلك، قام الرئيس  نفسه بعقد اجتماع مع عالمين ورسميين ليناقشوا آثار تهديد الإرهاب البيولوجي. كان منذهل حينها حتى انه طلب من الخبراء لقاء بعض المساعدين في قسم الدفاع وفي قسم خدمات الصحة. حينها، قامت الحكومة بتخزين الادوية للعسكريين دون المدنيين. بعدها بوقت قصير، قام واشنطن بوست بكتابة ما يفيد بأن الرئيس كلنتون قد أدهش الكثيرين في واشنطن بمدى سرعته. عمل مجلس الأمن القومي على تغيير ذلك. بحلول شهر أكتوبر وقع الرئيس قانوناً جديداُ ينص على تخزين ادوية ولقاحات بقيمة (51) مليون دولار تم تنفيذها من قبل (CDC) أي مراكز التحكم بالأوبئة ومنعها.
قام الكونجرس الأمريكي بتخصيص تمويل للمخزون الاستراتيجي الوطني، لإنشاء مخازن أدوية ولقاحات لتتحكم بالتهديدات البيولوجية والكيميائية، والأمراض التي من شأنها أن تصيب اعداداً كبيرة من السكان الأمريكيين بالعدوى. 
في القانون العام (105_277) سُمي بالأساس ببرنامج مخزون الأدوية (الوطني)، لكن حينها أضيفت مواد جديده للمخزون.
في الأول من مارس 2003 تم أعادة تسمية المخزون الادوية الوطني من (NPS) إلى (SNS) أي المخزون الوطني الاستراتيجي تحت إدارة مشتركة من وزارة الامن الداخلي ووزارة الصحة والخدمات البشرية
تفيد تقارير 10 دول على الاقل من العام 2003 إلى 2015 تنبؤ مسؤولون اتحاديون تنبؤوا بنقص الولايات المتحدة لبعض الامدادات الطبية في حال واجهت تفشي امراض معدية.
في تحضيرات جارية من العام 2005 لجائحة إنفلونزا متوقعة، طالب جورج بوش الابن بإنتاج وتخزين معدات شخصية لمواجهتها في العام التالي، كان الكونجرس قد مَول معدات حماية متكاملة لمخزون وطني استراتيجي: 52 مليون قناع جراحي وأضيف 104 مليون قناع منقي للهواء. 
في فترة جائحة إنفلونزا الخنازير 2009، تم استخدام عشرات الملايين من الأقنعة، لكن في فترة رئاسة باراك أوباما، لم يتم تجديد المخازن الاستراتيجية، ولا في فترة رئاسة دونالد ترامب.
كذلك في شهر آذار 2020 اشتمل المخزن الاستراتيجي الوطني على 40 مليون قناع، بينما كان الطلب المتوقع يزيد عن 100 ضعف هذا العدد للتعامل مع الجائحة.
جائحة كورونا2020                                        
خلال جائحة فيروس كورونا، انتقدت الولايات عدم كفاية الإمدادات الطبية من المخازن الفدرالية. وفي مؤتمر صحفي في البيت الابيض قام جاريد كوشنر بالتعليق: «إن الفكرة من المخزون الفدرالي كانت بالأساس ان يكون ملكنا، ليس مخزون الولايات التي يستخدموها هم». في إشارة إلى أن المخزون لم يعد مخصصا إلا للاحتياجات الفدرالية وليس للولايات التي نفدت منها الإمدادات مثلما تدعي حاكمة كنساس، لورا كيلي، وغيرها.
تم تغيير وصف المخزون، كما هو مدرج على موقعه على الإنترنت، في اليوم التالي لملاحظات كوشنر للتوافق بشكل أفضل معهم، من: 
"المخزون الوطني الاستراتيجي هو أكبر إمداد في البلاد من الأدوية والمستلزمات الطبية المنقذة للحياة للاستخدام في حالات الطوارئ الصحية العامة شديدة بما يكفي للتسبب في نفاد الإمدادات المحلية. عندما يطلب المستجيبون من الولاية والمستوى المحلي والقبلي والإقليمي المساعدة الفيدرالية لدعم جهود الاستجابة، يضمن المخزن وصول الأدوية واللوازم المناسبة إلى أولئك الذين هم في أمس الحاجة إليها أثناء الطوارئ. وقد تم تنظيم هذا المستودع من أجل الاستجابة القابلة للتوسع لمجموعة متنوعة من تهديدات الصحة العامة، ويحتوي على إمدادات كافية للاستجابة لحالات الطوارئ المتعددة واسعة النطاق في وقت واحد. 
إلى:

«يتمثل دور المخزون الوطني الاستراتيجي في تكملة الإمدادات الحكومية والمحلية خلال حالات الطوارئ الصحية العامة. ولدى العديد من الولايات منتجات مخزنة أيضًا. ويمكن استخدام الإمدادات والأدوية والأجهزة للرعاية المنقذة للحياة الموجودة في المخزون كمخزون قصير الأجل.»